# ケプラー20
ケプラー20（英語: Kepler-20）は、こと座の方向に地球から約900光年（約290パーセク）離れた位置にある太陽に似た恒星である。2個の恒星から構成される連星系であり、主星の周囲に少なくとも5個の太陽系外惑星が存在していることが知られている。

## 特徴
| 太陽 | ケプラー20A |
| ---- | ----------- |
| 太陽 | Exoplanet   |

主星は太陽の9割程度の質量と半径を持つ恒星で、スペクトル分類においては G5V 型のG型主系列星に分類される。有効温度は 5,495 K（5,222 ℃）と太陽よりすこし低い。地球から観測した際の見かけの明るさは12.6等級と非常に暗いため、肉眼での観測は不可能である。観測には口径 15 cm 以上の望遠鏡が必要になる。年齢は非常に不確実性が大きくはっきりしていないが、太陽よりも年老いた恒星であると考えられている。
2024年、ガイア計画によって得られた観測結果を用いて地球から625パーセク（約2,038光年）以内の範囲にある、太陽系外惑星を持つことが知られている恒星を公転する伴星の捜索を行った研究結果が公表された。これにより、主星から約3.8秒角離れた位置に赤色矮星の伴星が発見され、主星を「ケプラー20A」として伴星は「ケプラー20B」と命名された。ケプラー20Bの質量は太陽の2割程度であり、ケプラー20Aからは射影距離で 1,085 au（約1623億 km）離れている。有効温度を考慮すると、ケプラー20Bはスペクトル分類において M3V 型に相当する。

## 惑星系

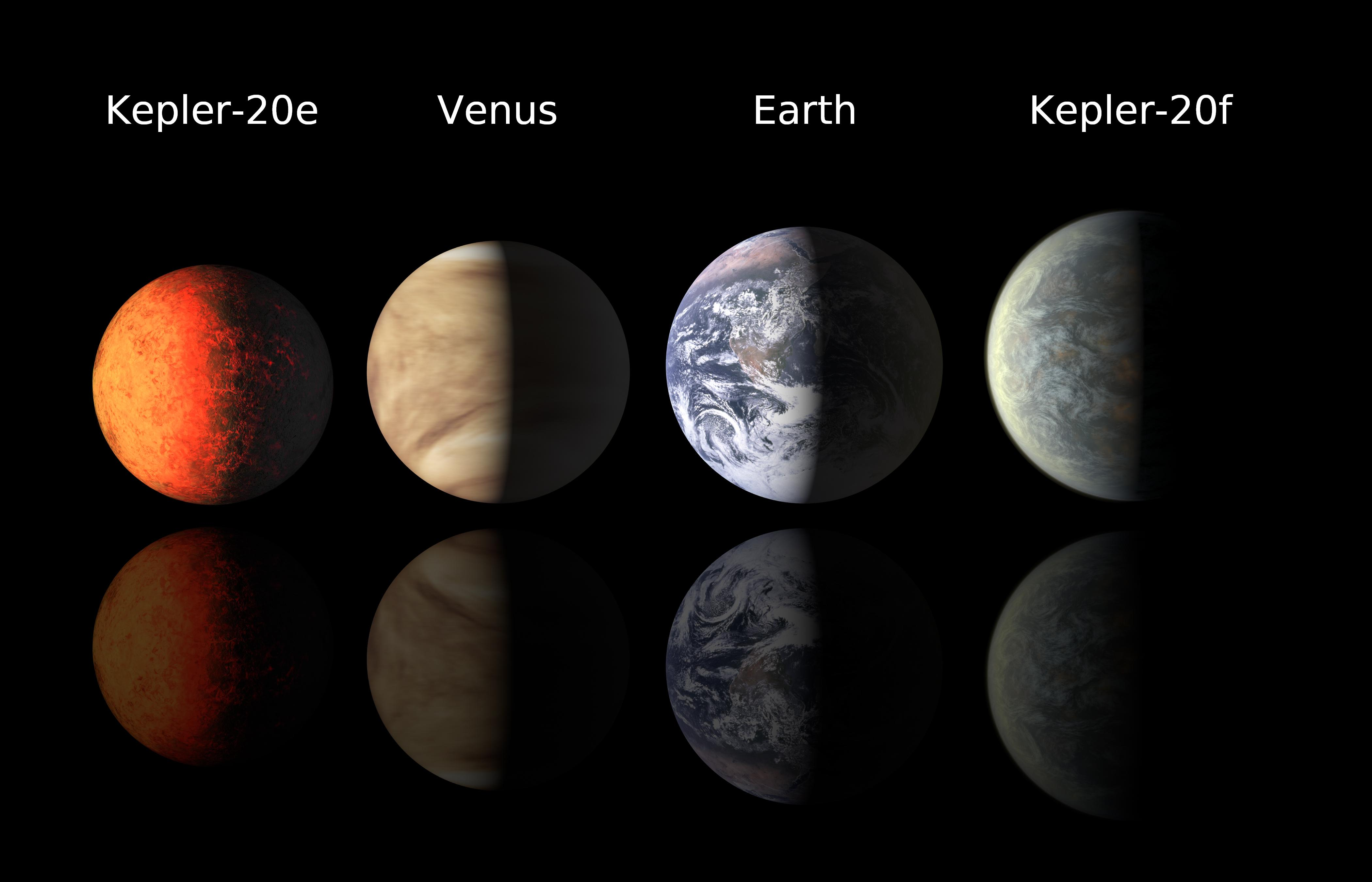
2011年時点の研究結果に基づく、ケプラー20を公転する2つの地球型惑星と金星および地球との大きさを比較した図。左からケプラー20e、金星、地球、ケプラー20f。ケプラー20eとケプラー20fの外観は想像図。

2011年、ケプラー宇宙望遠鏡によるトランジット法での観測から、主星であるケプラー20Aの周囲を公転している5個の太陽系外惑星の存在が確認された。これらの惑星は太陽系とは違って、主星から近い順に大きさが大型 (b) 、小型 (e) 、大型 (c) 、小型 (f) 、大型 (d) と規模の大小が交互に繰り返されているという特徴があり、原始惑星系円盤内で惑星が形成された際に、円盤内の物質との作用で惑星移動が発生して現在の軌道に至った可能性がある。
5個の惑星のうち、主星から2番目と4番目に近い軌道にあるケプラー20eとケプラー20fは地球とほぼ同じ大きさを持つ岩石質の地球型惑星とされている。特にケプラー20eは当時、半径が地球の0.868+0.074
−0.096倍とされ、それまでに発見されていた半径が既知の太陽系外惑星の中で最も小さく、かつ最初に発見された地球より小さい太陽系外惑星であった。それ以前に半径が知られていた太陽系外惑星の最小記録は地球の約1.5倍の半径を持つケプラー10bであった。ケプラー20fの半径は地球とほぼ同等の1.03+0.1
−0.13倍とされたが、現在は地球よりわずかに小さいとされている。表面の平衡温度はそれぞれ 1,004 K（731 ℃）と 681 K（408 ℃）、主星から受けるエネルギー放射（放射束）はそれぞれ地球の約170倍と約36倍に達しており、少なくとも地球上で考えられるような生命が存在できるような環境ではない。残るケプラー20bとケプラー20cとケプラー20dは地球と海王星の中間程度の規模を持つ惑星である。
2016年に公表された研究で、ケプラー20fとケプラー20dの間を公転している新たな惑星ケプラー20gが発見されたと報告された。それまでに知られていた5個の惑星とは異なり、ドップラー分光法での観測による主星の視線速度変化から発見された。発見手法の特性により物理的特徴は下限質量しか判明せず、少なくとも地球の約20倍の質量を持つと考えられ、他の5個の惑星とは違って主星面通過（トランジット）を起こさないと考えられた。しかし、2019年に初めて公表された研究はこのケプラー20gの存在に疑問を呈されており、さらに2023年にもケプラー20gの存在を示す主星の視線速度変化は検出されなかったと報告されている。
| 名称 （恒星に近い順） | 質量                 | 軌道長半径 （天文単位） | 公転周期 (日)        | 軌道離心率 | 軌道傾斜角          | 半径                  |
| --------------------- | -------------------- | ----------------------- | -------------------- | ---------- | ------------------- | --------------------- |
| b                     | 9.7±1.3 M⊕           | 0.04565±0.00089         | 3.6961049±0.0000016  | <0.083     | 87.36+0.22 −1.6°    | 1.773+0.053 −0.050 R⊕ |
| e                     | <0.76 M⊕             | 0.0637±0.0012           | 6.0984882±0.0000099  | <0.092     | 87.63+1.1 −0.13°    | 0.821±0.022 R⊕        |
| c                     | 11.1±2.1 M⊕          | 0.0936±0.0018           | 10.8540774±0.0000021 | <0.076     | 89.815+0.036 −0.63° | 2.894+0.036 −0.033 R⊕ |
| f                     | <1.4 M⊕              | 0.1387±0.0027           | 19.578328±0.000048   | <0.094     | 88.788+0.43 −0.072° | 0.952+0.047 −0.087 R⊕ |
| g (疑義あり)          | ≥19.96+3.08 −3.61 M⊕ | 0.2055+0.0022 −0.0021   | 34.940+0.038 −0.035  | ≤0.16      | —                   | —                     |
| d                     | 13.4+3.7 −3.6 M⊕     | 0.3474±0.0067           | 77.611455±0.000096   | <0.082     | 89.708+0.17 −0.053° | 2.606+0.053 −0.039 R⊕ |

## 画像

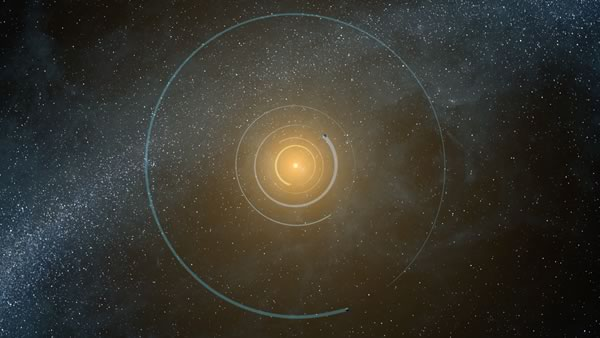
ケプラー20系の惑星の軌道。gの軌道は描かれていない。
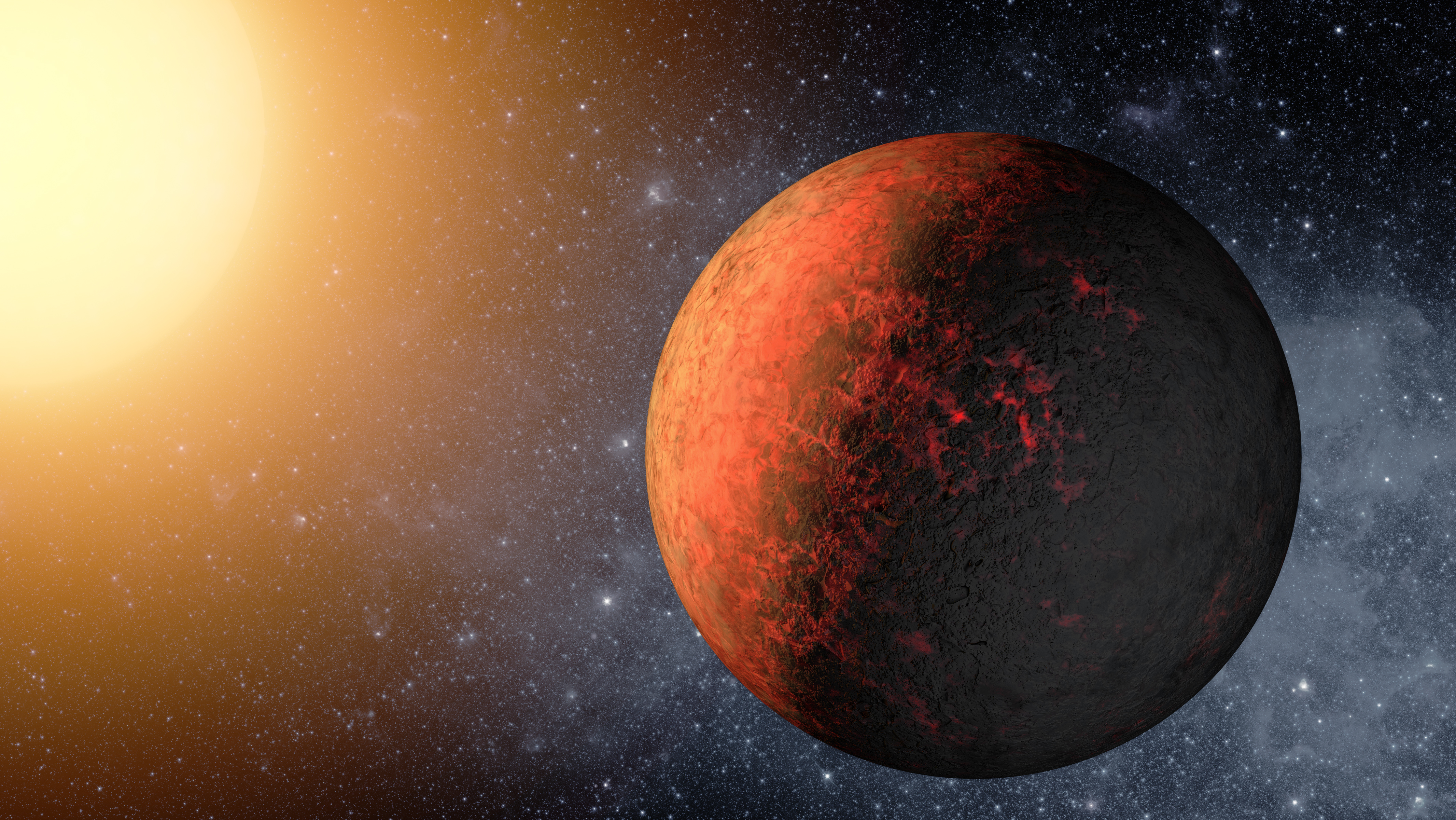
ケプラー20eの想像図。
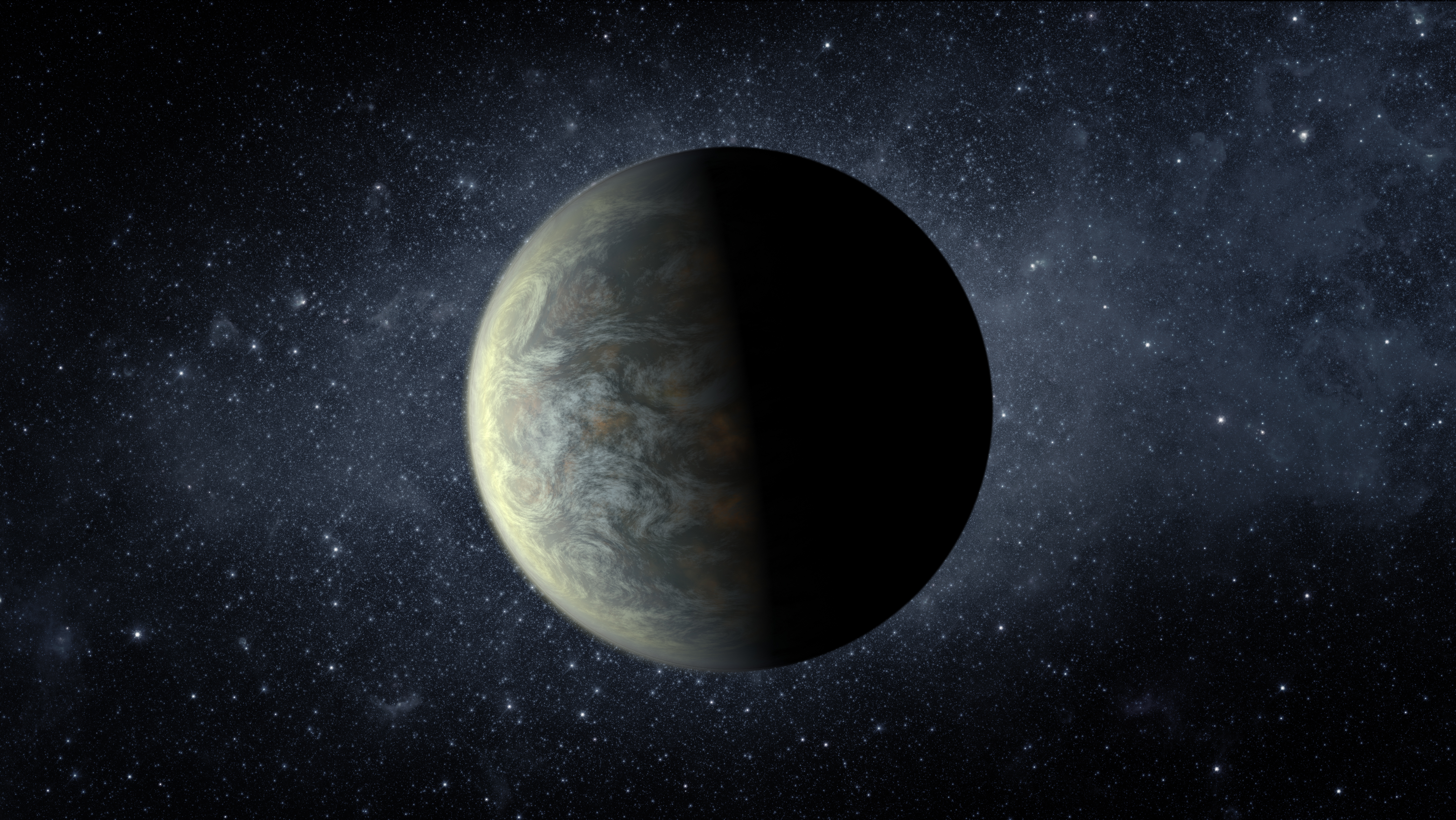
ケプラー20fの想像図。